# Jens Andersen (forfatter)
 Der er flere personer med dette navn, se Jens Andersen.
Jens Andersen (født 15. november 1955 i Glostrup) er en dansk skribent, biograf, forfatter og foredragsholder.
Han har skrevet biografier om blandt andre Tom Kristensen, Tove Ditlevsen (to, i 1997 og 2022), Frank Arnesen, Ole Lund Kirkegaard, H.C. Andersen, Dronning Margrethe 2., Frederik 10. og Astrid Lindgren.

## Karriere
Andersen er opvokset i Hvidovre og Bagsværd hhv. vest og nord for København, hvor han også spillede fodbold i den lokale klub, Akademisk Boldklub. I 1975 blev Jens Andersen nysproglig student fra Gladsaxe Gymnasium og i 1988 cand.phil. i dansk. Han blev ph.d. i Filologi fra Københavns Universitet i 1994. Han debuterede som forfatter i 1990 med biografien Thit - den sidste valkyrie om Thit Jensen.
Han var 1984-87 litteraturkritiker ved Kristeligt Dagblad, 1988-89 ved Politiken, 1990-95 ved Weekendavisen og 1995-2013 ved Berlingske Tidende, hvor han 1995-2000 og 2005-2013 var litteraturredaktør. Han har været forfatter og foredragsholder siden 1990.
I foråret 2013 opsagde Jens Andersen sit job som litteraturredaktør på Berlingske for at for blive forfatter og foredragsholder på fuld tid. 

## Priser og nomineringer
- 1990: Georg Brandes-Prisen[2]
- 1993: Limfjordsegnens Litteraturpris[2]
- 1997: Klods Hans-prisen[2]
- 2004: Weekendavisens litteraturpris[2]
- 2006: Søren Gyldendal-prisen[2]
- 2008: Dansk Forfatterforenings H.C. Andersen Legat[2]
- 2015: Politikens Litteraturpris[2]
- 2018: SAXO Månedens forfatter, december[4]